# Parti communiste hongrois
 (mars 2020).
Si vous disposez d'ouvrages ou d'articles de référence ou si vous connaissez des sites web de qualité traitant du thème abordé ici, merci de compléter l'article en donnant les références utiles à sa vérifiabilité et en les liant à la section « Notes et références ».
Ne doit pas être confondu avec Parti des communistes de Hongrie, Parti hongrois des travailleurs, Parti socialiste ouvrier hongrois ou Parti ouvrier hongrois.

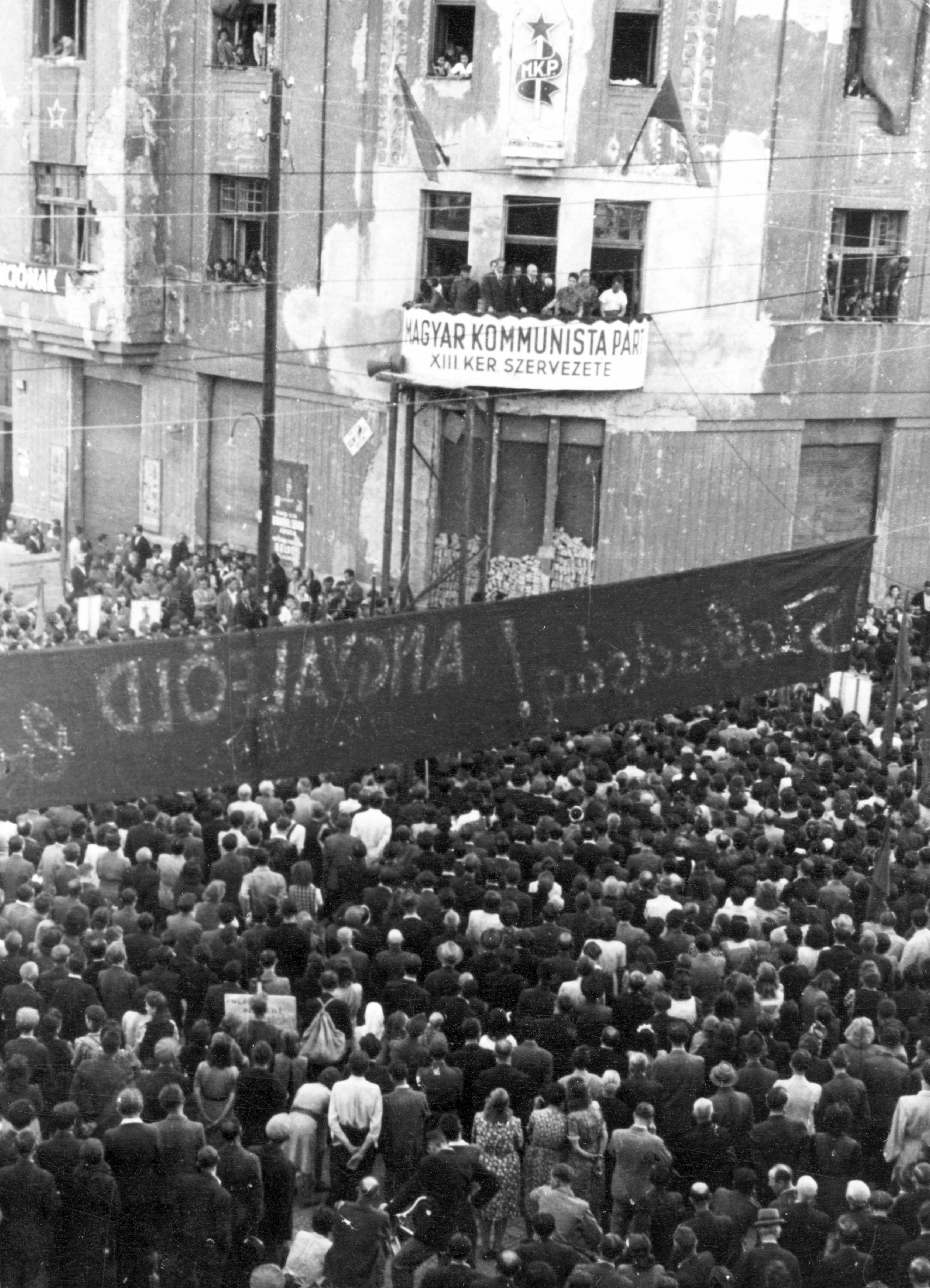
Le siège du Parti communiste hongrois en 1945

Drapeau du Parti communiste hongrois.

Le Parti communiste hongrois (hongrois : Magyar Kommunista Párt, prononcé [ˈmɒɟɒɾ ˈkommuniʃtɒ ˈpaːɾt], MKP) était un parti politique hongrois fondé en 1944.
En Hongrie, János Kádár est durant la Seconde Guerre mondiale le chef du Parti communiste clandestin réduit à une poignée de membres, dirigeant à partir de 1943 le Parti de la paix, qui fait office de paravent. À la fin 1944, le Parti communiste de Hongrie reprend son véritable nom alors que le régime de l'amiral Horthy s'effondre.
Après la libération de la Hongrie par l'Armée rouge et la chute du régime fasciste hongrois, le Royaume de Hongrie est dirigé par un Haut conseil de régence composé de représentants de diverses tendances, qui assurent la direction de l'État. Ernő Gerő y représentant les communistes. À l'hiver 1945 ont lieu des élections libres mais, contrairement aux espoirs soviétiques, les communistes ne remportent que 17 % des suffrages au sein d'une coalition de gouvernement regroupant aussi les sociaux-démocrates et deux partis paysans, le Parti civique indépendant des petits propriétaires et des travailleurs agraires et le Parti national paysan. Ils font donc partie du gouvernement de coalition de Zoltán Tildy ; le communiste Mátyás Rákosi intègre le conseil de régence en décembre. En février 1946, le Royaume est aboli pour faire place à la nouvelle République de Hongrie. Le pays est néanmoins toujours occupé par l'Armée rouge : le maréchal soviétique Kliment Vorochilov impose le maintien de la présence des communistes au gouvernement[réf. nécessaire]. László Rajk devient ministre de l'intérieur et met sur pied la police secrète Államvédelmi Hatóság. Mátyás Rákosi, secrétaire général du Parti, élimine progressivement ses adversaires par la tactique du salami, Les communistes mettent progressivement sous leur coupe les sociaux-démocrates[réf. nécessaire]. Les élections de 1947 voient la progression du parti communiste et le recul du parti social-démocrate mais la coalition gouvernementale est maintenue. Le parti agrarien, puis le Parti social-démocrate de Hongrie, sont contraints de fusionner avec le Parti communiste hongrois, pour former en juin 1948 le Parti hongrois des travailleurs[réf. nécessaire]. La République populaire de Hongrie est proclamée l'année suivante.

## Membres connus
- Gyula Alpári
- Valéria Benke
- Béla Biszku
- Jenő Fock
- Ștefan Foriș
- Ernő Gerő
- Károly Grósz
- Sándor Haraszti
- Imre Horváth
- János Kádár
- Gyula Kállai
- Bela Kun
- Pál Losonczi
- Pál Maléter
- Ferenc Münnich